# 卡爾迪耶羅戰役 (1813年)
卡爾迪耶羅戰役發生於1813年11月15日，是第六次反法同盟中的一場戰役，由義大利王國伊利里亞行省總督歐仁·德·博阿爾內率領的法軍戰勝由約翰·馮·希勒率領的奧軍並將他們趕出卡爾迪耶羅。

## 經過
當奧地利在1813年8月加入第六次反法同盟時，歐仁親王試圖保衛意大利東部的伊利里亞行省。最終，奧軍迫使法軍撤退到阿迪傑河。當奧軍向維羅納逼近時，歐仁在法伊施特里茨戰役擊退他們。接著又快速行軍在卡爾迪耶羅打擊保羅·馮·拉迪沃耶維奇的部隊。15 日，他的軍隊將奧地利人趕回了索阿韋。然後歐仁將他的大部分部隊拉回阿迪傑河西岸，只留下皮埃爾·德·馬爾科涅的部隊在東岸。

## 註腳
1. 1 2 3 4  Bodart 1908，第465頁.
2. 1 2 3 4 5  Pigeard 2004，第172-173頁.
3. ↑  Smith 1998，第479頁.
4. 1 2  Schneid 2002，第129頁.